# Considérations inactuelles
Les Considérations inactuelles ou Considérations intempestives (Unzeitgemässe Betrachtungen) sont une série de quatre œuvres philosophiques et polémiques de Friedrich Nietzsche (1873-1876).

## Genèse desConsidérations
Après La Naissance de la tragédie, dans laquelle il cherche à comprendre comment naît la tragédie grecque et de quelle manière elle est liée par essence à la culture allemande incarnée par Richard Wagner, Nietzsche s'attaque de manière plus explicite à des sujets actuels. À l’origine, Nietzsche envisageait composer une vingtaine de Considérations ; seulement quatre d’entre elles verront le jour, auxquelles s’ajoute l’ébauche d’une cinquième.  Bien que le titre d'ensemble soit traduit par Considérations inactuelles ou Considérations intempestives, le sens du titre allemand est littéralement : Considérations à contre-temps. Ce sont donc des réflexions sur des sujets d'actualité (les philistins de la culture, l'histoire, Schopenhauer, Wagner), mais que Nietzsche s'efforce de traiter à contre-courant, en s'aidant de la philologie et du contact avec la culture grecque.
- I. David Strauss, sectateur et écrivain (1873)
- II. De l'utilité et de l'inconvénient des études historiques pour la vie (1874)
- III. Schopenhauer éducateur (1874)
- IV. Richard Wagner à Bayreuth (1876)

## Traductions

### PremièreConsidération
- Considérations inactuelles. David Strauss. De l’Utilité et des inconvénients des études historiques. Traduit par Henri Albert. Paris, Librairie du Mercure de France, (A Poitiers, Blais et Roy), 6 Octobre 1907
- Traduction Lionel Duvoy, 2009, Paris, Allia.

### DeuxièmeConsidération
- Considérations inactuelles. David Strauss. De l’Utilité et des inconvénients des études historiques. Traduit par Henri Albert. Paris, Librairie du Mercure de France, (A Poitiers, Blais et Roy), 6 Octobre 1907
- Traduction Henri Albert, Editions Garnier-Flammarion, 1998. Editions Mille et Une Nuits, 2000.

### TroisièmeConsidération
- Traduction Henri Albert, pas de date, Paris, Le Mercure de France.
- Traduction Geneviève Bianquis, Paris, Aubier bilingue, 1954.